# Psodopsis tristata
Psodopsis tristata là một loài bướm đêm trong họ Geometridae.